# Ole Ernst
Ole Ernst Pedersen (født 16. maj 1940 på Vesterbro i København, død 1. september 2013 i sit hjem på Østerbro i København) var en dansk skuespiller. Han blev uddannet fra Skuespillerskolen ved Odense Teater, og var derefter tilknyttet Det Kongelige Teater i mange år. Ole Ernst har indspillet film og modtaget to Bodilpriser for bedste mandlige hovedrolle og var desuden nomineret til en Bodil og en Robertpris.
Han spillede godsejeren, hvis svaghed koster ham alt i filmatiseringen af Gustav Wieds "Fædrene æde Druer": Sort høst fra 1993.
I de populære Olsen-banden-film spillede Ole Ernst rollen som den grønne politiassistent Henning Holm, der hele tiden får forklaret sagernes rette sammenhæng af den rutinerede kriminalassistent Jensen (Axel Strøbye). En af Holms standardreplikker er "Jamen, det er jo ulovligt".
I slutningen af 90'erne blev han berømt som 'vismanden i tårnet' i tv-programmet Fangerne på Fortet.
Han er begravet på Assistens Kirkegård.
Ole Ernst var hans kunstnernavn; oprindeligt hed han også Pedersen. Han kom fra et arbejdermiljø på Vesterbro, som gennem hele hans karriere gav ham et sprudlende sprog og en mimik, gestik og et kropssprog, som var enestående i dansk teater og film.

## Udvalgt filmografi

### Spillefilm
| År   | Titel                                              | Rolle                                    | Noter                                      |
| ---- | -------------------------------------------------- | ---------------------------------------- | ------------------------------------------ |
| 1967 | Min søsters børn på bryllupsrejse                  | Mand fra 'Scan Carvan'                   |                                            |
| 1967 | Nyhavns glade gutter - (Onkel Joakims hemmelighed) | sømand                                   |                                            |
| 1968 | Stormvarsel                                        | Orla                                     |                                            |
| 1971 | Det er nat med fru Knudsen                         | Benny                                    |                                            |
| 1971 | Den første kreds                                   |                                          | udenlandsk film                            |
| 1973 | Flugten                                            | Per                                      | Bodilprisen for bedste mandlige hovedrolle |
| 1974 | Olsen-bandens sidste bedrifter                     | kriminalbetjent Holm                     |                                            |
| 1975 | Per                                                | Per                                      |                                            |
| 1975 | Bejleren - en jysk røverhistorie                   | Røver Per                                |                                            |
| 1975 | Kun sandheden                                      | sømand                                   |                                            |
| 1975 | Olsen-banden på sporet                             | kriminalbetjent Holm                     |                                            |
| 1976 | Den korte sommer                                   | teaterregisør                            |                                            |
| 1976 | Måske ku' vi                                       | bankrøver                                |                                            |
| 1976 | Blind makker                                       | Per                                      |                                            |
| 1976 | Olsen-banden ser rødt                              | kriminalbetjent Holm                     |                                            |
| 1977 | Terror                                             | kriminalassistent Brask                  |                                            |
|      | Hærværk                                            | Ole Jastrau                              | hovedrolle                                 |
| 1978 | Lille spejl                                        | købmand Tom                              |                                            |
| 1978 | Fængslende feriedage                               | musiker Tam                              |                                            |
| 1978 | Olsen-banden går i krig                            | kriminalbetjent Holm                     |                                            |
| 1979 | Olsen-banden overgiver sig aldrig                  | kriminalbetjent Holm                     |                                            |
| 1979 | Rend mig i traditionerne                           | elsker i buskads                         |                                            |
| 1980 | Undskyld vi er her                                 | bolighaj                                 |                                            |
| 1981 | Slingrevalsen                                      | Søren, hendes tidligere mand             |                                            |
| 1981 | Har du set Alice?                                  | Johan, døgnkontakten                     |                                            |
| 1981 | Olsen-bandens flugt over plankeværket              | kriminalbetjent Holm                     |                                            |
| 1981 | Olsen-banden over alle bjerge                      | kriminalbetjent Holm                     |                                            |
| 1982 | Pengene eller livet                                | doktor Morten Weber                      |                                            |
| 1983 | Der er et yndigt land                              | svineproducent Knud                      | Bodilprisen for bedste mandlige hovedrolle |
| 1984 | Drengen der forsvandt                              | Tom, fhv. Pilot                          |                                            |
| 1984 | Min farmors hus                                    | pastor Møller                            |                                            |
| 1984 | Rainfox                                            | kriminalassistent                        |                                            |
| 1985 | De flyvende djævle                                 | festdeltager                             |                                            |
| 1985 | Elise                                              | lægen, Elises mand                       |                                            |
| 1985 | Den kroniske uskyld                                | Poul, fru Riemers tidligere ven          |                                            |
| 1986 | Take it easy                                       | Antikvitetshandler Vedel                 |                                            |
| 1986 | Mord i mørket                                      | Politikommisær Ehlers                    |                                            |
| 1986 | Ballerup Boulevard                                 | lærer                                    |                                            |
| 1987 | Peter von Scholten                                 | generalguvernør Peter von Scholten       | titelrollen                                |
| 1987 | Epidemic                                           | læge                                     |                                            |
| 1988 | Ved vejen                                          | Bai                                      |                                            |
| 1988 | Mord i Paradis                                     | politikommisær Ehlers                    |                                            |
| 1989 | Lykken er en underlig fisk                         | fabriksejer Sandvig                      |                                            |
| 1990 | Bananen - skræl den før din nabo                   | Politidirektør                           |                                            |
| 1993 | Sort høst                                          | godsejer Niels Uldahl-Ege                |                                            |
| 1993 | Telegrafisten                                      |                                          | udenlandsk film                            |
| 1995 | Hører du ikke hva jeg sier                         |                                          | udenlandsk film                            |
| 1996 | Den attende                                        | Dommer                                   |                                            |
| 1997 | Ørnens øje                                         | Fortæller                                |                                            |
| 1998 | Albert                                             | Høkeren                                  |                                            |
| 1998 | Olsen-bandens sidste stik                          | kriminalbetjent Holm                     |                                            |
| 1999 | Besat                                              | Bentsen, politimand fra teknisk afdeling |                                            |
| 2001 | Grev Axel                                          | Kromand                                  |                                            |
| 2002 | Okay                                               | Netes far, tidl. tømrer                  | nomineret til Bodil- og Robertpris         |
| 2003 | Rembrandt                                          | Frank                                    |                                            |
| 2004 | Tæl til 100                                        | Jensen                                   |                                            |
| 2004 | Inkasso                                            | Holger                                   |                                            |
| 2009 | Krokodillerne                                      | Gerts far                                |                                            |

### Serier
Herudover har Ole Ernst medvirket i en lang række TV-film og -serier, blandt andet Huset på Christianshavn, Bryggeren, Rejseholdet og Forbrydelsen.
| År        | Titel                   | Rolle                         | Noter                                                            |
| --------- | ----------------------- | ----------------------------- | ---------------------------------------------------------------- |
| 1970-7    | Huset på Christianshavn | Bos ven                       | afsnit 69                                                        |
| 1980      | Vores år                | Karl Randers                  |                                                                  |
| 1982      | Mille og Mikkel         | Ronald                        | afsnit 5                                                         |
| 1982-3    | Udvikling               | produktionsleder Bjørn Larsen |                                                                  |
| 1988-9    | Station 13              | vagthavende Erik Therkildsen  |                                                                  |
| 1992      | Gøngehøvdingen          | Asmus smed                    | afsnit 8                                                         |
| 1992      | Mørklægning             | Otto Baumann                  | afsnit 1                                                         |
| 1994      | Alletiders jul          | Christian II                  | julekalender                                                     |
| 1995-2000 | Fangerne på Fortet      | Vismanden i tårnet            | Ole Ernst var den ene af tre vismænd efter tur i gameshow-serien |
| 1996      | En fri mand             | Frank Møller                  |                                                                  |
| 1996-7    | Bryggeren               | jernstøber Lunde              | afsnit 3-5                                                       |
| 1997-9    | Taxa                    | Mikes far                     | afsnit 41                                                        |
| 2000-04   | Rejseholdet             | Lynge                         | afsnit 14                                                        |
| 2007      | Forbrydelsen            | Mettes far                    | afsnit 15                                                        |
| 2013      | Broen II                | Knud                          |                                                                  |

### Stemme til tegnefilm
| År   | Titel                                 | Rolle       | Noter |
| ---- | ------------------------------------- | ----------- | ----- |
| 1984 | Samson og Sally                       | Kaptajn     |       |
| 1990 | Bernard og Bianca: SOS fra Australien | McLeach     |       |
| 1998 | H.C. Andersen og den skæve skygge     | Colin       |       |
| 2002 | Skatteplaneten                        | Billy Bones |       |
| 2006 | Over hækken                           | Vincent     |       |
| 2006 | Biler                                 | Doc Hudson  |       |
| 2011 | Ronal Barbaren                        | Narrator    |       |